# Wersja kryminalistyczna
Wersja kryminalistyczna – hipoteza, będąca rezultatem podjętych działań oraz przeprowadzonych procesów myślowych, dotyczących jakiegoś zdarzenia, próbą wyjaśnienia jego przyczyn, przebiegu oraz okoliczności.